# Grindelia
Genre
Classification phylogénétique
Grindelia, les grindélias ou grindélies, est un genre de plantes à fleurs de la famille des Asteraceae (ou Composées). Il est en grande partie originaire d'Amérique (Amérique du Nord et centrale). Ses espèces ont des inflorescences en capitules à fleurs jaunes, ligulées à la périphérie, tubulées dans le disque central. On les reconnaît notamment à leur involucre de bractées vertes recourbées. La plupart exsudent une substance gluante recherchée pour ses propriétés médicinales.

## Liste d'espèces
- Grindelia acutifolia Steyermark
- Grindelia adenodonta (Steyermark) Nesom
- Grindelia arizonica Gray
- Grindelia camporum Greene
- Grindelia chiloensis Cabrera
- Grindelia columbiana (Piper) Rydb.
- Grindelia decumbens Greene
- Grindelia fastigiata Greene
- Grindelia fraxinopratensis Reveal & Beatley
- Grindelia grandiflora Hook.
- Grindelia havardii Steyermark
- Grindelia hirsutula Hook. & Arn.
- Grindelia howellii Steyermark
- Grindelia inornata Greene
- Grindelia integrifolia DC.
- Grindelia laciniata Rydb.
- Grindelia microcephala DC.
- Grindelia nana Nutt.
- Grindelia nuda Wood
- Grindelia oolepis Blake
- Grindelia oxylepis Greene
- Grindelia papposa Nesom & Suh
- Grindelia pusilla (Steyermark) Nesom
- Grindelia revoluta Steyermark
- Grindelia robusta Nutt.
- Grindelia scabra Greene
- Grindelia squarrosa (Pursh) Dunal
- Grindelia stricta DC.
- Grindelia subalpina Greene